# MAP3K9
MAP3K9 («митоген-активируемая белковая киназа киназы киназы 9»; англ. mitogen-activated protein kinase kinase kinase 9, MLK1 ) — цитозольная серин/треониновая протеинкиназа семейства MAP3K, продукт гена MAP3K9.

## Структура
MAP3K9 состоит из 1 104 аминокислот, молекулярная масса 121.9 кДа. Описано две изоформы, предположительно может иметь ещё 4 изоформы. Вторичная структура включает два белковых мотива лейциновая застёжка-молния. При активации белок димеризуется.

## Функция
MAP3K9/MLK1 играет ключевую роль в сигнальных путях MAP-киназ. Участвует в каскаде клеточных ответов, вызванных изменениями окружающей клетку среды. После активирования действует на сигнальный каскад MKK/JNK путём фосфорилирования MAP2K4/MKK4 и MAP2K7/MKK7, которые, в свою очередь активируют JNK-киназы. Сигнальный путь MKK/JNK регулирует стрессовый ответ клетки через активаторный белок JUN и факторы транскрипции GATA4. Кроме этого, играет роль в синальном пути, вызванным гибелью митохондрий, включая высвобождение цитохрома c, приводящее к апоптозу.
Для аутофосфорилирования множественных участков на активационной петле  необходима димеризация белка за счёт лейциновых мотивов. Аутофосфорилирование аминокислотного остатка Thr-312 является ключевым шагом в процессе активации MAP3K9/MLK1 и полного фосфорилирования. Аутофосфорилирование Thr-304 и Ser-308 является следующим по важности этапом активации киназы и аналоги индолокарбазолов действуют как ингибиторы активности MAP3K9/MLK1.